# 梁瀬町
梁瀬町（やなせちょう）は、兵庫県朝来郡にあった町。現在の朝来市山東町の北部にあたる。本項では町制前の名称である梁瀬村（やなせむら）についても述べる。

## 地理
- 河川：与布土川、粟鹿川、三保川、柴川

## 歴史
- 1889年（明治22年）4月1日 - 町村制の施行により、矢名瀬町・滝田村・大内村・野間村・塩田村・金浦村・新堂村・末歳村・大月村・楽音寺村・小谷村・大垣村の区域をもって梁瀬村が発足。
- 1926年（大正15年）4月1日 - 梁瀬村が町制施行して梁瀬町となる。
- 1954年（昭和29年）3月31日 - 粟鹿村・与布土村と合併して山東町が発足。同日梁瀬町廃止。

## 交通

### 鉄道路線
- 日本国有鉄道
  - 山陰本線
    - 梁瀬駅

### 道路
- 国道9号

現在は旧村域に北近畿豊岡自動車道の山東パーキングエリアが所在するが、当時は未開通。